# Сан-Понциано (титулярная диакония)
Титулярная диакония Сан-Понциано (лат. Diaconia Sancti Pontiani) — титулярная церковь была создана Папой Бенедиктом XVI 24 ноября 2007 года буллой Purpuratis Patribus. Титулярная диакония принадлежит церкви Сан-Понциано, расположенной в квартале Рима Монте-Сакро-Альто, на виа Никола Феста.

## Список кардиналов-дьяконов титулярной диаконии Сан-Понциано
- Урбано Наверрете Кортес, S.J. (24 ноября 2007 — 22 ноября 2010, до смерти);
- Сантос Абриль-и-Кастельо (18 февраля 2012 — 4 марта 2022), титулярная диакония pro hac vice (4 марта 2022 — по настоящее время).